# Bunrei
El bunrei o wakemitama (分霊?   "espíritu dividido") es un término en el sintoísmo que indica el proceso de partición de un kami que será dedicado en otro lugar, por lo que su espíritu sufrirá en el proceso una división y una de sus partes es mudada al nuevo santuario.
El proceso comienza con una súplica a la deidad original llamada kanjō (勧請?) con el fin de realizar la división, luego una de sus partes es depositada a través de un mikoshi o santuario móvil, en el que es transportado al nuevo lugar. La deidad segregada que reside en el nuevo santuario es llamado bunshi (分祠?), bunsha (分社?) o imamiya (今宮?) y es un espíritu segregado del santuario principal. Se cree que tanto la deidad del santuario subordinado como del santuario principal tienen el mismo poder.
Entre los principales ejemplos de bunrei se encuentran el santuario Iwashimizu Hachiman-gū en Kioto que es un santuario subordinado dedicado a la deidad del Santuario Usa en Usa (de hecho el Santuario Usa es el santuario principal de adoración a Hachiman); el Santuario Sannō Hie en Tokio es un santuario subordinado dedicado a la deidad del Santuario Hiyoshi en la prefectura de Shiga.